# Pseudomys chapmani
Pseudomys chapmani is een knaagdier uit het geslacht Pseudomys dat voorkomt in Australië. Zijn verspreidingsgebied beslaat het Pilbara-gebied in het noordwesten van West-Australië. Daar leeft hij op heuvelhellingen bedekt met stenen en grasland. Deze soort leeft in complexe holsystemen.
P. chapmani is een kleine muis met een lang, plat hoofd, een smalle snuit, korte oren en kleine ogen. De rug is lichtbruin, de onderkant wit, met een scherpe scheiding. De staart is licht rozebruin. De kop-romplengte bedraagt 52 tot 68 mm, de staartlengte 63 tot 94 mm, de achtervoetlengte 15 tot 17 mm, de oorlengte 9 tot 12 mm en het gewicht 8 tot 17 gram. Vrouwtjes hebben 0+2=4 spenen.